# Renilla-luciferina 2-monoossigenasi
La Renilla-luciferina 2-monoossigenasi è un enzima appartenente alla classe delle ossidoreduttasi, che catalizza la seguente reazione:
luciferina di Renilla + O2 ⇄ luciferina di Renilla ossidata + CO2 + hν
L'enzima è prodotto dal celenterato Renilla reniformis. La luciferina è legata ad una proteina luciferina-legante (BP-LH2). La reazione bioluminescente tra il complesso della luciferina, la luciferasi e l'ossigeno, è avviata dagli ioni calcio. In vivo, lo stato eccitato del complesso luciferina—luciferasi è sottoposto al processo di trasferimento di energia non radioattiva ad una proteina accessoria, la Green Fluorescent Protein di Renilla, che risulta in una bioluminescenza verde. In vitro, la luciferasi di Renilla emette una luce blu in assenza di qualsiasi proteina verde fluorescente.